# The Dub Room Special (banda sonora)
The Dub Room Special es un álbum de Frank Zappa, publicado en agosto de 2007. Es la banda sonora para la película del mismo nombre, y combina grabaciones de un espectáculo de televisión grabado el 27 de agosto de 1974, y de un concierto en Nueva York celebrado el 31 de octubre de 1981. El álbum, originalmente preparado para su lanzamiento en vinilo por Zappa, fue vendido por primera vez en el espectáculo Zappa Plays Zappa en los Estados Unidos durante agosto de 2007. Poco después, estuvo disponible para la venta por correo. Esta es la publicación oficial número 81.

## Embalaje
Cada copia del CD contiene una pequeña pieza de recuerdo de cinta del estudio de grabación de Zappa Utility Muffin Research Kitchen. El álbum tiene notas de John Frusciante.

## Listado de canciones
Todas las canciones escritas por Frank Zappa.

| N.º | Título                         | Duración |  |
| 1.  | «A Token of My Extreme (Vamp)» | 2:29     |  |
| 2.  | «Stevie's Spanking»            | 5:54     |  |
| 3.  | «The Dog Breath Variations»    | 1.42     |  |
| 4.  | «Uncle Meat»                   | 2:16     |  |
| 5.  | «Stink-Foot»                   | 3:58     |  |
| 6.  | «Easy Meat»                    | 6:51     |  |
| 7.  | «Montana»                      | 4:24     |  |
| 8.  | «Inca Roads»                   | 9:46     |  |
| 9.  | «Room Service»                 | 9:15     |  |
| 10. | «Cosmik Debris»                | 7:44     |  |
| 11. | «Florentine Pogen»             | 10:13    |  |

## Músicos

### Banda de agosto de 1974 (pistas 1, 3-5 y 7-11)
- Frank Zappa – guitarra, voces y percusión
- Napoleon Murphy Brock – flauta, saxofón y voces
- George Duke – teclados y voces
- Tom Fowler – bajo
- Chester Thompson – batería
- Ruth Underwood – percusión

### Banda de octubre de 1981 (pistas 2 y 6)
- Frank Zappa – lead guitar y voces
- Ray White – guitarra y voces
- Steve Vai – guitarra y voces
- Tommy Mars – teclados y voces
- Bobby Martin – teclados, saxofón y voces
- Scott Thunes – bajo y voces
- Chad Wackerman – batería
- Ed Mann – percusión y voces

- Datos: Q906697